# Saisons de la Jeunesse sportive de Kabylie de 1946 à 1956
Maillots
Cet article présente et décrit le parcours sportif de la Jeunesse sportive de Kabylie durant l'époque coloniale. C'est-à-dire depuis son premier match officiel le 13 octobre 1946, jusqu'au retrait de celle-ci (et des clubs musulmans) de toutes compétitions sportive le 11 mars 1956, soit pratiquement dix ans.

## Contexte et repères historiques.

### Création de la Jeunesse sportive de Kabylie (1928-1946).
Un club à l'origine d'un projet, considéré comme l'ancêtre de la Jeunesse sportive de Kabylie, fut fondé en 1928 par l'avocat maître Sidi Saïd Hanafi; il portait alors le nom de Rapide Club de Tizi-Ouzou.  La création de ce club avait pour but de constituer un club omnisports musulman autre que l'Olympique de Tizi-Ouzou (club colon) dans l'agglomération de Tizi Ouzou, comme cela existait ailleurs dans d'autres villes d'Algérie où clubs colons et musulmans coexistaient. Malheureusement celui-ci ne disposait pas des conditions légales pour exister et fut contraint d'être dissout. Il faut savoir qu'à cette époque tous les clubs de football qu'ils soient colons ou musulmans, que ce soit en métropole ou dans les territoires d'outre-mers, étaient tous des associations sportives. Celles-ci étaient donc régies par la loi de 1901, sur les associations en France, que le Rapide ne respectait pas. Le projet fut donc interrompu en raison de cette loi pendant un certain temps.
Le contexte historique et politique de cette époque ne permit pas au club de se reconstituer dans les années trente. La France déclara la  guerre contre l'Allemagne Nazie, la mobilisation générale fut décrétée et les compétitions sportives s'arrêtèrent. Dans ces conditions la création d'un club était donc chose impossible. Il faudra d'ailleurs attendre la fin de ce conflit qui trouva son terme dans ce que l'histoire aura retenu de Drôle de guerre, avec la signature d'un armistice, pour voir de nouveau la vie reprendre son cours ainsi que les compétitions sportives.

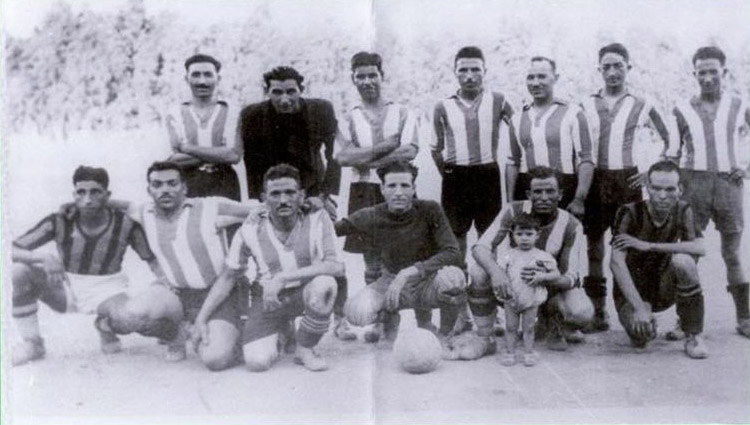
L'équipe du RC Tizi-Ouzou pour son premier match officiel
De Gauche à Droite :
Debout : Zemirli ; Slammour ; Hachaoui ; Hammoutène ; Belhadj ; Chikhaoui ; Souibes
Assis : Allouche ; Mesbahi ; Louggar ; H. Rafai ; M. Rafai ; Mekacher
Enfant : Mustapha Keddache ;
(image tirée du journal sportif disparu Champion)

Durant l'année 1943, malgré l'occupation allemande en France, Maître Sidi Saïd Hanafi relança le projet avec l'aide d'anciens joueurs musulmans du Rapide Club de Tizi-Ouzou et de l'Olympique de Tizi-Ouzou, en effectuant des démarches pour la demande d'affiliation à la Fédération Française de Football Association. Le club devait alors se séparer de son ancien nom et Sidi Saïd Hanafi proposa de « se défaire de la ville de Tizi Ouzou et opter pour une portée plus large »; avec comme nom "Association Sportive de Kabylie". Malheureusement le décès du père fondateur survint moins d'un an après ses démarches un certain 17 septembre 1944, qui entraîna à nouveau la suspension de la procédure.
Entre-temps la vie continua son cours comme celui de l'histoire avec la libération de Paris le 25 août 1944 et la fin officiel du conflit avec l'Allemagne, les 7 mai 1945 et 8 mai 1945 avec la capitulation de celle-ci par la signature de deux actes de reddition. Un autre évènement intervint qu'il est utile de rappeler pour comprendre la création de ce club. À la mort donc de Maître Sidi Saïd Hanafi, le projet fut repris par un groupe d'anciens joueurs de l'Olympique de Tizi-Ouzou, qui tenteront d'achever les dispositions d'affiliation. Cependant un évènement majeure survint le 8 mai 1945 en Algérie, précisément à Sétif, Guelma et Kherrata qui retarda à nouveau la création de ce club. En effet, alors qu’une fête de célébration fut organisée pour la fin de la guerre, des militants nationalistes algériens se joignirent à la foule. Un policier tuera un jeune garçon qui portait un drapeau de l’Algérie, ce qui déclenchera des émeutes entre musulmans et colons. L'intervention de l'armée sera lourde de conséquence avec environ dix-sept mille morts et vingt mille blessés . Moins d'une semaine après, le 14 mai 1945, Un arrêté sera promulgué dans lequel une interdiction est décrété à tout musulman de créer une association sportive ou autre; car des militants nationalistes de la C.A.R.N.A entre autres avaient infiltré les différentes associations sportives ou autres pour promouvoir l’idée d’indépendance, à la suite des événements survenus à Sétif; auquel cas il sera aussitôt assimilé à un complot visant la sûreté de l’État. Finalement, afin de calmer les esprits le 20 janvier 1946, l’interdiction sera levé aux musulmans de créer des associations, et par ce geste l'administration coloniale tenta de ramener l'ordre et d'apaiser les tensions au sein du pays.
Enfin après toutes ces différentes interruptions liées au contexte historique et politique de l'époque, le 2 août 1946, le club fut officiellement fondé avec le nom de Jeunesse sportive de Kabylie, après avoir rejeté ceux de Association Sportive de Kabylie et de Union Sportive Musulmane de Tizi-Ouzou et entama la compétition par la troisième division de la Ligue d'Alger de Football Association, l'équivalent de septième division française de l'époque. Autre fait important, la commune de Tizi Ouzou refusa de subventionner le jeune club à ses débuts préférant aider le club colon de l'Olympique de Tizi-Ouzou plus ancien et déjà quarantenaire dans cette ville. Finalement le club se tourna vers la population indigène locale, qui l'aida , de mêmes que des clubs de football musulmans (USMA, MCA et WRB notamment) qui permettront à la Jeunesse sportive de Kabylie de jouer son premier match officiel le 13 octobre 1946 en troisième division ,. L'année 1946 vit donc les débuts du club en compétition à Tizi Ouzou au stade Arsène Weinmann, qui débuta dans un contexte particulier car il s'agissait de la première saison depuis la fin de la Seconde Guerre mondiale, après des années de critériums régionaux.

### Développement et ascension du club (1946-1956)
Durant l'époque coloniale, les compétitions de football que Ce soit en Algérie ou dans le reste de l'Afrique du Nord, se déroulèrent entre les années 1920 (première saison des ligues) et 1962 (indépendance de l'Algérie). Si l'on considère cette large temporalité du football d'époque coloniale, l'année 1946 nous apparaît alors comme un élément important dans la chronologie de ce sport au Maghreb. En effet cette année-là marqua la fin des critériums de guerre coïncidant avec la reprise des compétitions officielles antérieures au déclenchement de la Seconde Guerre mondiale qui eut lieu en 1939. Pour rappel, lorsque la France déclara la guerre à l'Allemagne nazie, la mobilisation générale fut décrétée et toutes les compétitions sportives en Afrique du Nord que ce soit au niveau régional ou inter-régional s'arrêtèrent. À la reddition de la France, les compétitions de football au niveau régional reprirent mais avec un système de critérium non officiel, à l'exception des plus grandes de niveau inter-ligue qu'étaient le Championnat d'Afrique du Nord et la Coupe d'Afrique du Nord.
Afin de comprendre les débuts sportifs du club il est utile de rappeler un peu le contexte sportif particulier de la Ligue d'Alger de Football Association durant cette année. En effet, le "Bureau de la Ligue" lors d'une réunion qui se déroula au mois d'août 1946 et après mûre reflexion décida des dispositions suivantes pour l'organisation de la saison. Tout d'abord afin de rompre définitivement avec ces critériums de guerre, le Bureau reconsidéra la situation de tous les clubs existants avant la guerre et décida de la composition des divisions avec les nouveaux venus dont faisait partie la JS Kabylie. Cela signifie également que les résultats des clubs dans le système critérium de guerre sont considérés comme non officiels. De plus les rares clubs qui accédèrent dans des divisions supérieures durant cette période ne sont pas acceptés et leur situation comme celles des autres formations sont reprises à partir de la fin de la saison 1938-1939, ce qui entraîna de vives protestations de la part de ceux-ci qui allèrent même jusqu'à demander l'aide de la Fédération Française de Football Association. Malgré ces protestations, la fédération qui avait le même problème en métropole se rangea du côté de la Ligue d'Alger qui décida donc de la composition de chacune des divisions. Pour cette saison 1946-1947, le Bureau adopta le format suivant : dix clubs en Division Honneur (au lieu de douze et exclut même l'idée de seize clubs en deux poules de huit pour l'intégration des clubs arrivés à ce niveau durant les critériums de guerre) ; dix-huit clubs en Première Division (soit deux groupes de neuf) ; seize clubs de Deuxième Division (soit deux groupes de huit) ; quant à la Troisième Division, tous les autres clubs (vingt-huit clubs répartis en trois groupes, soit deux de neuf et un de dix). Concernant les modalités d'accession en division supérieure, la règle est on ne peut plus claire et se trouve inscrite dans les règlements généraux de la ligue. En fin de saison seuls les deux premiers de chacun des groupes participent normalement à des tournois d'accession. Néanmoins comme il s'agit d'une saison de transition et que la plupart des clubs qui se sont déclarés en situation de non activité afin de ne pas être pénalisés voudront sûrement revenir, le Bureau anticipa la demande massive d'entrée en compétition pour la saison prochaine et décida de ne pas tenir compte de cette règle. De ce fait, à la fin de la saison, les trois premiers de chaque groupe de chacune des divisions hormis la Première Division, accédèrent en division supérieure, de sorte qu'il y ait trois groupes en Première Division au lieu de deux, trois groupes en Deuxième Division au lieu de deux et six ou sept groupes en Troisième Division au lieu de trois.

## Bilan sportif de la Jeunesse sportive de Kabylie.

### Bilan récapitulatif
| Saison | Championnat         | Championnat | Championnat | Championnat | Championnat | Championnat | Championnat | Championnat | Championnat | Championnat | Buteurs           | Coupe Forconi  | Coupe de France | Entraîneur |
| Saison | Division            | Class.      | Pts         | J           | G           | N           | P           | Bp          | Bc          | Diff.       | Buteurs           | Coupe Forconi  | Coupe de France | Entraîneur |
| --- | ------------------- | ----------- | ----------- | ----------- | ----------- | ----------- | ----------- | ----------- | ----------- | ----------- | ----------------- | -------------- | --------------- | ---------- |
| 1946–47 | Troisième Division  | 3           | 58          | 22          | 16          | 4           | 2           | 73          | 18          | +55         | Iratni Saïd (+11) | -              | -               | Benslama   |
| 1947–48 | Deuxième Division   | 3           | 31          | 14          | 6           | 5           | 3           | 29          | 17          | +12         |                   | Deuxième tour  | -               | Benslama   |
| 1948–49 | Deuxième Division   | 1           | 38          | 14          | 12          | 0           | 2           | 9           | 4           | +5          |                   | Deuxième tour  | -               | Hamoutène  |
| 1949–50 | Deuxième Division   | 1           | 40          | 14          |             |             |             |             |             |             |                   | Quatrième Tour | -               | Benslama   |
| 1950–51 | Première Division   | 2           | 43          | 18          | 10          | 5           | 3           | 38          | 25          | +13         |                   | Troisième tour | -               | Benslama   |
| 1951–52 | Première Division   | 6           | 32          | 18          | 5           | 4           | 9           | 35          | 33          | +2          |                   | Quatrième Tour | -               | Abtouche   |
| 1952–53 | Première Division   | 2           | 42          | 18          | 9           | 6           | 3           | 34          | 12          | +22         |                   | Quatrième Tour | -               | Abtouche   |
| 1953–54 | Première Division   | 2           | 46          | 18          | 12          | 4           | 2           | 38          | 15          | +23         |                   | Quatrième Tour | -               | Abtouche   |
| 1954–55 | Promotion d'Honneur | 4           | 46          | 22          | 9           | 6           | 7           | 42          | 28          | +14         | Cherrak (7)       | Septième Tour  | Première Tour   | Abtouche   |
| 1955–56 | Promotion d'Honneur | 11          | 29          | 17          | 3           | 4           | 10          | 26          | 44          | -18         |                   | Cinquième Tour | Première Tour   | Abtouche   |
| Aucune compétition n'est jouée par les clubs musulmans entre 1956 et 1962 par ordre du Front de Libération Nationale (Algérie) |                     |             |             |             |             |             |             |             |             |             |                   |                |                 |            |

| Édition | 1re Tour                           | 2e Tour                          | 3e Tour                         | 4e Tour                | 5e Tour / Quart de finale |
| ------- | ---------------------------------- | -------------------------------- | ------------------------------- | ---------------------- | ------------------------- |
| 1947-48 | JS Maison-Blanche 5 – 3 (a.p)      | AS Rivet (1) 4 – 0               |                                 |                        |                           |
| 1948-49 | ESM Alma 14 – 0                    | US Fort-de-l'Eau 1 – 1; 5 – 4    |                                 |                        |                           |
| 1949-50 | ESM Koléa 1 – 1; 5 – 1             | US Blida 3 – 1                   | SS Bouzaréah 8 – 1              | RU Alger 7 – 0         |                           |
| 1950-51 | CS Algérois 5 – 0                  | US Sahel 2 – 0                   | USM Marengo 5 – 3 (a.p)         |                        |                           |
| 1951-52 | SA Belcourt 14 – 0                 | JS El Biar 2 – 0                 | OM Saint-Eugène 5 – 3           | MC Alger 7 – 0         |                           |
| 1952-53 | ESM Algérois 3 – 2                 | RC Guyotville 0 – 0 (a.p); 6 – 1 | Olympique de Médéa 0 – 0; 4 – 1 | Stade Guyotville 5 – 4 |                           |
| 1953-54 | AS Montpensier-Berre 6 – 0*; 2 – 1 | Olympique de Rouïba 4 – 2        | OCB Oued-Fodda 3 – 1            | GS Orléansville 3 – 0  |                           |
| 1954-55 | -                                  | -                                | US Aumale 2 – 1                 | O Hussein-Dey 1 – 0    | US Sahel 0 – 3            |
| 1955-56 | -                                  | -                                | -                               | JS Bordj Menaiel 0 – 4 | GS Orléansville 5 – 0     |

### Bilan analytique
Bilan de la JS Kabylie en compétitions de l'époque coloniale du 13 octobre 1946 au 11 mars 1956 (Résultats mis à jour en fonction des dernières recherches effectuées sur l'époque coloniale.)
| Championnat                        | Saisons | Titres | J   | G   | N  | P  | Bp  | Bc  | Diff |
| ---------------------------------- | ------- | ------ | --- | --- | -- | -- | --- | --- | ---- |
| Division Honneur                   | 0       | 0      | 0   | 0   | 0  | 0  | 0   | 0   | 0    |
| Division Promotion Honneur         | 2       | 0      | 39  | 13  | 9  | 17 | 66  | 56  | +10  |
| Première Division                  | 4       | 1      | 81  | 38  | 22 | 21 | 158 | 100 | +58  |
| Deuxième Division                  | 3       | 1      | 48  | 36  | 5  | 7  | 20  | 15  | +5   |
| Troisième Division                 | 1       | 0      | 16  | 13  | 2  | 1  | 53  | 18  | +35  |
| Total                              | 10      | 2      | 184 | 99  | 39 | 45 | 294 | 198 | +96  |
| Coupes nationales                  | Saisons | Titres | J   | G   | N  | P  | Bp  | Bc  | Diff |
| Coupe Edmond Forconi               | 8       | 0      | 27  | 17  | 2  | 8  | 75  | 52  | +23  |
| Coupe de France                    | 2       | 0      | 2   | 0   | 0  | 2  | 2   | 1   | 1    |
| Coupe d'Algérie (époque coloniale) | 0       | 0      | 0   | 0   | 0  | 0  | 0   | 0   | 0    |
| Total                              | 10      | 0      | 29  | 17  | 2  | 10 | 77  | 53  | +24  |
| Compétitions nord-africaine        | Saisons | Titres | J   | G   | N  | P  | Bp  | Bc  | Diff |
| Coupe d'Afrique du Nord            | 0       | 0      | 0   | 0   | 0  | 0  | 0   | 0   | 0    |
| Championnat d'Afrique du Nord      | 0       | 0      | 0   | 0   | 0  | 0  | 0   | 0   | 0    |
| Total                              | 0       | 0      | 0   | 0   | 0  | 0  | 0   | 0   | 0    |
| Total Général                      | 20      | 2      | 213 | 116 | 41 | 55 | 371 | 251 | +120 |

La JSK est créée officiellement en 1946, fait son entrée dans la compétition en Troisième Division. Elle dispute son premier match officiel le 13 octobre 1946. Affiliée à la fois à la Fédération Française de Football Association et la Ligue d'Alger de Football Association, elle participe à toutes les compétitions possibles en Algérie régies par ces deux organismes. La JSK ne gagne qu'un seul titre durant cette période, il s'agit d'un titre de champion de Deuxième Division acquis à l'issue de la saison 1949-1950. Figure aussi dans son palmarès un titre non officiel de champion de Première Division lorsque l'équipe accède en Division Promotion Honneur. Enfin la JSK dispute son dernier match le 11 mars 1956 et cesse toutes ses activités à la suite de l'appel du FLN.